# Hiesville
Hiesville – miejscowość i gmina we Francji, w regionie Normandia, w departamencie Manche.
Według danych na rok 1990 gminę zamieszkiwało 57 osób, a gęstość zaludnienia wynosiła 14 osób/km² (wśród 1815 gmin Dolnej Normandii Hiesville plasuje się na 829. miejscu pod względem liczby ludności, natomiast pod względem powierzchni na miejscu 961.).